# Cruiser Mk I
O Cruiser Mk I A9 foi um "Tanque Cruzador" da Segunda Guerra Mundial de uso do exército do Reino Unido, desenvolvido no período inter guerra foi o primeiro tanque cruzador concebido para contornar as linhas inimigas e destruir as comunicações juntamente com os tanques inimigos. O Cruiser Mk II foi uma das adaptações do Cruiser Mk I com uma blindagem mais reforçada.